# パトロールビデオ
パトロールビデオは、公営競技の競走中における不正行為（反則）の判断のために撮影されるビデオのことである。パトロールフィルムとも呼ばれる。

## 競馬

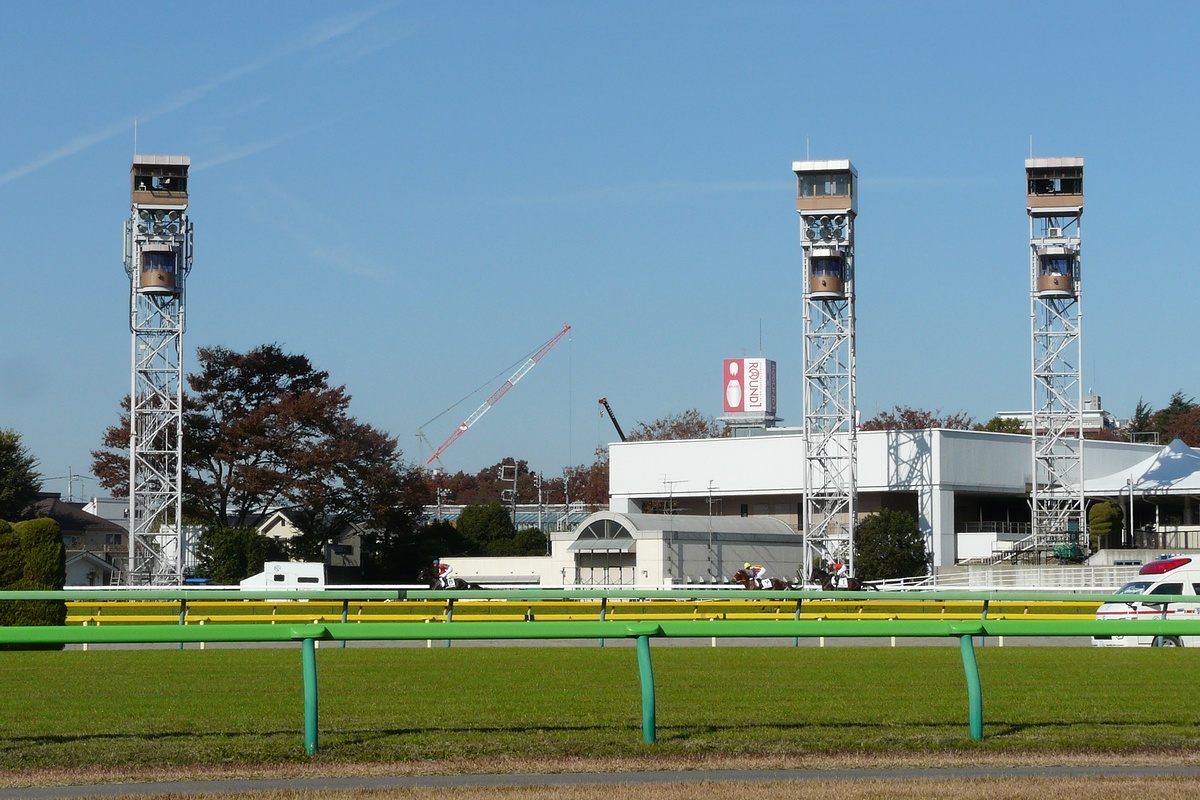
競馬場のパトロールタワー

進路妨害や競走妨害などの不正行為を判断するためには、競走を他の何者にもさえぎることなく撮影する必要があるため、高い位置からの撮影が多い。
中でも競馬場は全ての公営競技場の中でも、広大であるため、複数の塔（パトロールタワー）を馬場の周囲に立て、その高い塔の上から競走を撮影する。
中央競馬を例に挙げて解説すると、レース中に進路妨害（または進路妨害を原因とする競走中止）の疑いが持たれた場合、全馬入線後、裁決委員が場内の電光掲示板に「審議」の文字を表示させ、場内アナウンスで案内する。（稀にレース中に電光掲示板に表示されることもある。）
レース終了後、裁決委員がパトロールビデオを見てその競走馬が降着・失格の対象になるか否かを審議する。場合によっては被害馬・審議対象馬双方の関係者を裁決室に呼び事情を聴くこともある。審議終了後、降着・失格の有無に関係なく再び場内アナウンスが行われる。
審議終了後、審議となった部分のパトロールビデオを競馬場・ウインズ等で放映する。重賞レースにおいては審議の有無にかかわらず「全周パトロール」（スタートからゴールまでノーカット）を併せて放映する。
このパトロールビデオは、2006年9月16日競走分より日本中央競馬会の公式サイトにある「競走成績」の各レースのページから参照できる。審議が行われたレースに関してはその部分のみ、重賞レースについては全周パトロールを併せて見ることができる。なお、2017年1月14日競走分からは当日行われるすべてのレースに拡大して公開される。

また、グリーンチャンネルでは2005年9月から原則として毎週火曜日（天災などによる振り替え開催が生じた場合は別途放送日を定める予定）に「ザ・パトロールビデオ」と題した番組でも放映される。
2007年10月6日から東京競馬場・京都競馬場（12月からは中山競馬場・阪神競馬場）でファンエリアにパトロールビデオ専用モニターを各1箇所設置し、各レースの全馬入線後、速やかに当該レースのスタートからゴールまでの映像を約20分間（次のレースの約5分前まで）繰り返し放映される。ただし、放映は開催期間中に当該競馬場のレースのみ（例：東京競馬場では東京競馬のレースのみ）の実施となる。

## 競輪
競輪の場合、屋外の競輪場ではバンクの中央部に塔を立てその頂点に、屋内の競輪場では天井に、360°動く無人カメラが設置されており、レースの監視を行っている。
審議が発生した場合、その結果が失格・非失格に関わらず、次のレースの発売締め切りからレース発走までの間にパトロールビデオが、審判からの判定理由も併せて放映される（250競走(PIST6)では、次のレースの発売中でも速やかにパトロールビデオの放映が行われる)。